# Charles Mawhinney
Charles Benjamin „Chuck“ Mawhinney (23. února 1949 Lakeview, Oregon – 12. února 2024 Baker City, Oregon) byl americký odstřelovač. Během vietnamské války sloužil v Námořní pěchotě Spojených států amerických. V této době díky svým výjimečným schopnostem překonal rekord legendárního odstřelovače Carlose Hatchcocka v počtu potvrzených zabití.

## Služba ve Vietnamu a pozdější život
Mawhinney, syn mariňáckého veterána z druhé světové války, byl již v dětství nadšeným lovcem. Do Námořní pěchoty vstoupil v roce 1967, se kterou o rok později odjel na 16 měsíců do Vietnamu. Mawhinney je méně známý, přestože má o deset potvrzených zabití (103) více než slavný odstřelovač Hatchcock (93 potvrzených a 300 nepotvrzených zabití) a celkem 216 zabití nepotvrzených.
Námořní pěchotu Mawhinney opustil v roce 1970. Poté upadl v zapomnění a více než dvacet let se o jeho excelentních odstřelovacích úspěších nemluvilo, což Mawhinney preferoval. Vrátil se zpět do Oregonu, oženil se a začal pracovat pro americkou Lesní správu, kde působil až do konce 90. let, poté odešel do důchodu.
Mawhinney o své službě v armádě nikdy nemluvil a velmi se mu nelíbilo, když o něm ve své knize Dear Mom: A Sniper's Vietnam psal jeho kolega, taktéž odstřelovač, Joseph T. Ward. V této knize se uvádí, že Mawhinney má na svém kontě 101 potvrzených zabití. Tato skutečnost vyvolala bouřlivé pochyby, protože za nejúspěšnějšího soudobého amerického odstřelovače byl považován Carlos Hatchcock s 93 potvrzenými smrtelnými zásahy. Následné šetření ukázalo, že nejlepším odstřelovačem je Adelbert Waldron, příslušník Armády Spojených států amerických, který má na kontě 109 potvrzených zabití. Také se zjistilo, že Mawhinney má o dvě potvrzené zabití více než uvádí výše zmíněná kniha a 216 nepotvrzených zabití. V neposlední řadě šetření ukázalo, že třetím nejlepším odstřelovačem v té době byl Eric R. England s 98 potvrzenými smrtelnými zásahy. Tyto skutečnosti způsobily, že Mawhinney nahradil Carlose Hatchcocka coby nejlepšího odstřelovače Námořní pěchoty Spojených států amerických a zároveň se stal 2. nejlepším americkým odstřelovačem vůbec.

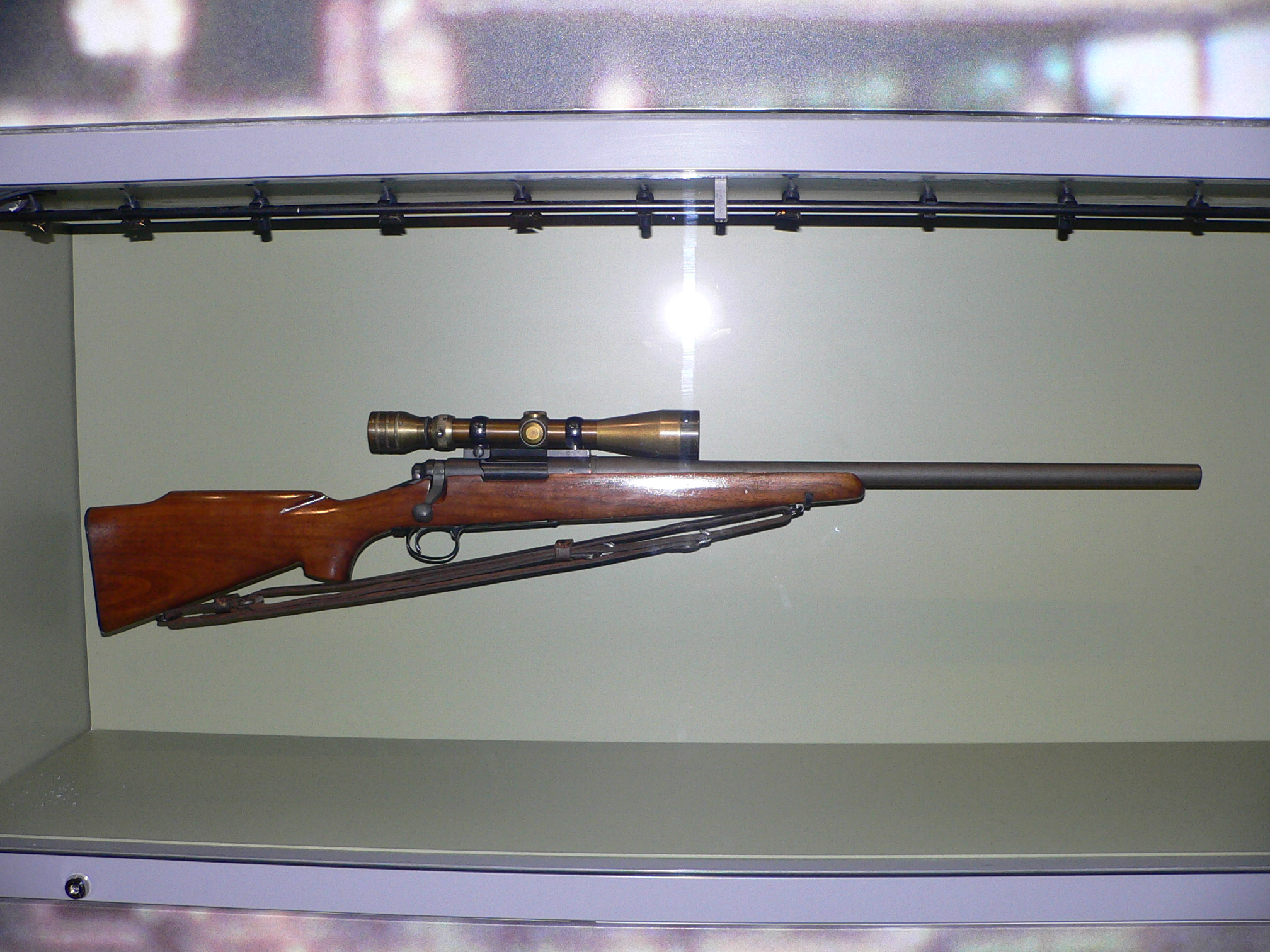
Mawhinneyova M40-A1 puška je vystavena v muzeu Námořní pěchoty Spojených států amerických

Po tomto období se Mawhinney stává známějším. Po odchodu do důchodu vystupuje na veřejnosti a účastní se národních soutěží odstřelovačů. Od roku 2006 přednáší profesionálním odstřelovačům ve výcviku.
Puška, kterou Mawhinney používal ve Vietnamu je vystavena v oddělení vietnamské války muzea Námořní pěchoty Spojených států amerických v Quantico.
Mawhinney působil jako mluvčí firmy na výrobu nožů Strider Knives. Jeden z jejich nejlepších výrobků má vyryto jeho jméno na čepeli.